# Miradouro do Pico Longo

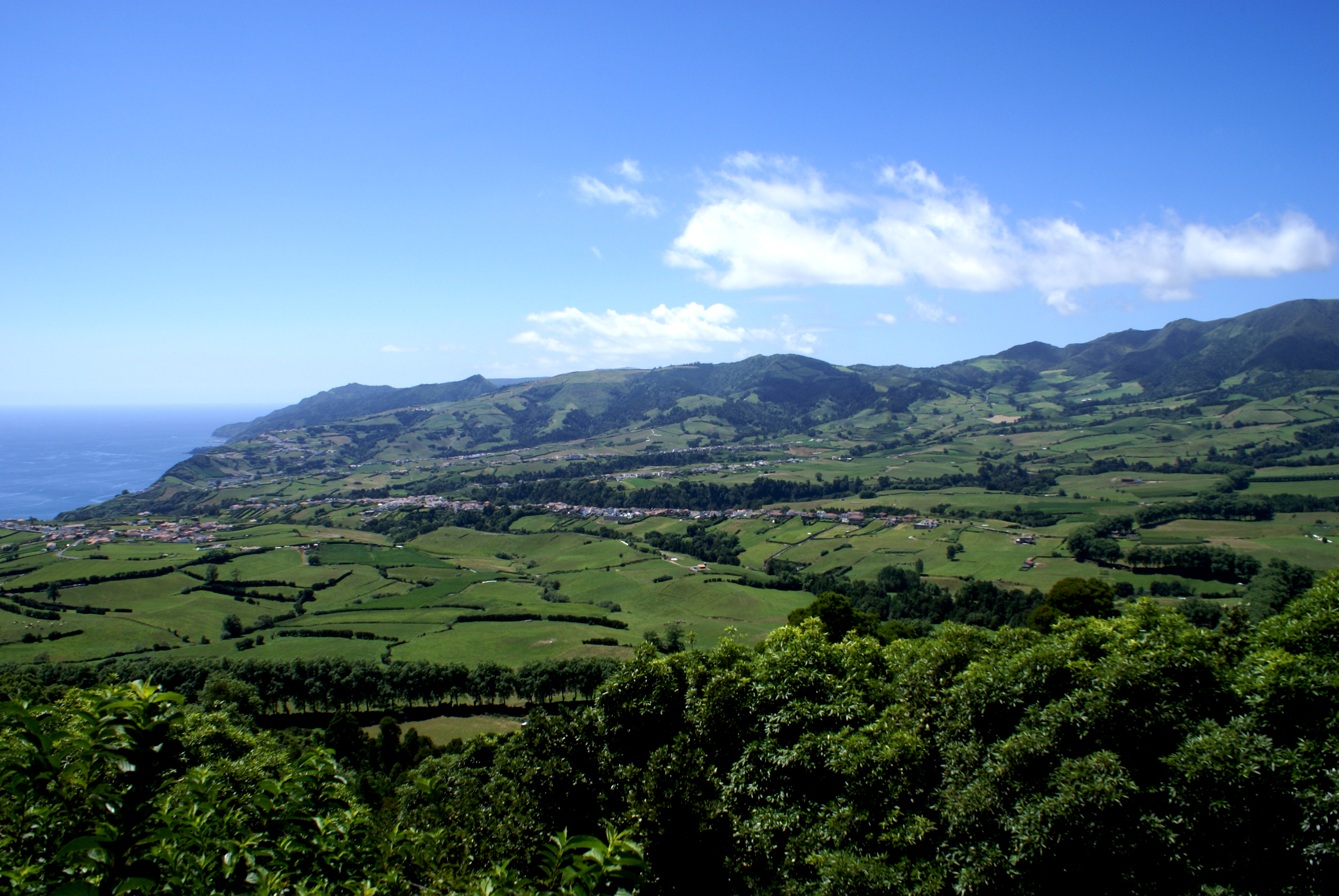
Miradouro do Pico Longo.

O Miradouro do Pico Longo é um miradouro português localizado no Faial da Terra concelho da povoação, na ilha açoriana de São Miguel.
Deste miradouro, já a saída do concelho da Povoação avista-se o Faial da Terra e os restantes povoados das imediações dispersos na paisagem. O horizonte enche-se de terra e mar.